# Andy
Andy ist ein männlicher Vorname.

## Herkunft und Bedeutung
Andy ist die englische Kurzform des Namens Andreas (engl. Andrew).

## Namensträger

### Vorname
- Andy Anderson (* 1935), US-amerikanischer Rockabilly-Musiker
- Andy Bathgate (1932–2016), kanadischer Eishockeyspieler
- Andy Beckett (* 1969), britischer Historiker und Journalist
- Andy Biersack (* 1990), US-amerikanischer Sänger
- Andy Birr (* 1968), deutscher Musiker
- Andy Borg (* 1960), österreichischer Schlagersänger
- Andy Cole, eigentlich Andrew Cole (* 1971), englischer Fußballspieler
- Andy Cyrus (* 1976), englischer Fußballspieler
- Andy Díaz (* 1995), kubanischer Dreispringer
- Andy Firth (* 1996), englischer Fußballtorhüter
- Andy Fischli (1973–2022), Schweizer Comiczeichner und Illustrator
- Andy Frankenberger (* 1973), US-amerikanischer Pokerspieler
- Andy García (* 1956), kubanisch-amerikanischer Schauspieler
- Andy Goldstein (* 19**), britischer Fernsehmoderator und Snookerspieler
- Andy Goldsworthy (* 1956), englischer Künstler
- Andy Gray (* 1955), schottischer Fußballspieler
- Andy Gray (* 1964), englischer Fußballspieler
- Andy Gray (* 1977), schottischer Fußballspieler
- Andy Griffith (1926–2012), US-amerikanischer Schauspieler
- Andy Groll (* 1974), deutscher Filmkomponist
- Andy Grote (* 1968), deutscher Politiker (SPD)
- Andy Hallwaxx (1967–2023), österreichischer Schauspieler, Theaterregisseur und -autor
- Andy Kaufman (1949–1984), US-amerikanischer Entertainer
- Andy Kim (* 1946), kanadischer Sänger und Komponist
- Andy Kim (* 1982), amerikanischer Politiker
- Andy Lau (* 1961), chinesischer Sänger und Schauspieler
- Andy Lehrer (1930–2014), rumänischer Entomologe und Fachautor
- Andy Lonergan (* 1983), englischer Fußballtorwart
- Andy Magro (* 1990), italienisch-amerikanisch-deutscher Schauspieler, Sprecher und Synchronsprecher
- Andy Martin (* 1960), US-amerikanischer Jazzposaunist
- Andy McKee (* 1979), US-amerikanischer Gitarrist
- Andy Müller-Maguhn (* 1971), deutscher Informatiker
- Andy Murray (* 1951), kanadischer Eishockeytrainer
- Andy Murray (* 1987), britischer Tennisspieler
- Andy Nagy (* 1991), US-amerikanischer Basketballschiedsrichter
- Andy Ogles (* 1971), US-amerikanischer Politiker
- Andy Ost (* 1980), deutscher Sänger und Comedian
- Andy Pichler (* 1955), österreichischer Fußballspieler
- Andy Polo (* 1994), peruanischer Fußballspieler
- Andy Reid (* 1958), US-amerikanischer American-Football-Trainer
- Andy Reid (* 1982), irischer Fußballspieler
- Andy Robustelli (1925–2011), US-amerikanischer American-Football-Spieler
- Andy Roddick (* 1982), US-amerikanischer Tennisspieler
- Andy Schleck (* 1985), luxemburgischer Radsportler
- Andy Serkis (* 1964), britischer Schauspieler
- Andy Shauf (* 1986), kanadischer Singer-Songwriter
- Andy Summers (* 1942), britischer Gitarrist
- Andy Warhol (1928–1987), US-amerikanischer Künstler
- Andy Whitfield (1971–2011), britisch-australischer Schauspieler
- Andy Williams (1927–2012), US-amerikanischer Sänger und Entertainer

### Familienname
- Job Sam Andy (* 1968), vanuatuischer Politiker

### Künstlername
- Andy (* 1958), iranischer Sänger
- Andy C (* 1976), britischer Jungle- und Drum-and-Bass-Musiker und DJ
- Horace Andy, eigentlich Horace Hinds (* 1951), jamaikanischer Reggae-Sänger
- Katja Andy, eigentlich Käte Aschaffenburg (1907–2013), deutsch-US-amerikanische Pianistin